# Papilio crino
Papilio crino är en fjärilsart som beskrevs av Fabricius 1792. Papilio crino ingår i släktet Papilio och familjen riddarfjärilar. Inga underarter finns listade i Catalogue of Life.

## Bildgalleri

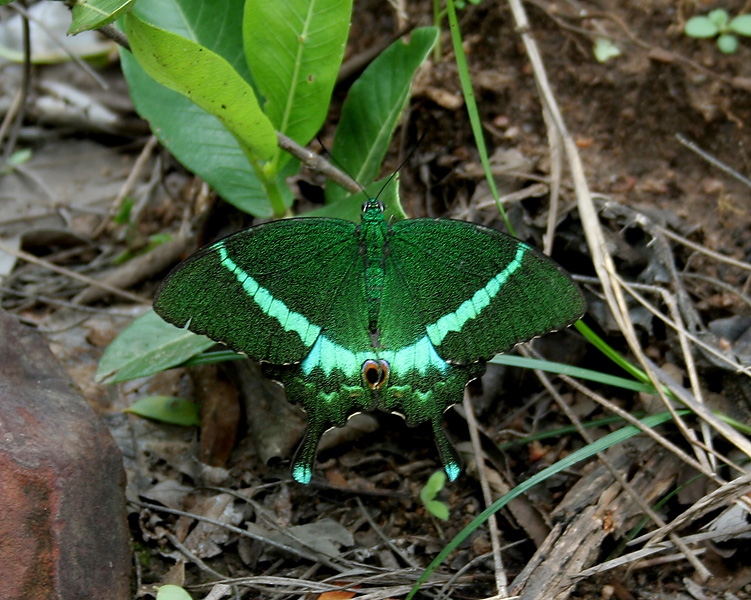